# Свети Илия (Сятища)
Вижте пояснителната страница за други значения на Свети Илия.
„Свети Илия и Свети Елисей“ (на гръцки: Ιερός Ναός Προφήτη Ηλία και Ελισαίου Σιάτιστας) е православна църква в град Сятища, Егейска Македония, Гърция, част от Сисанийската и Сятищка епархия на Вселенската патриаршия.

## Местоположение
Църквата е разположена на зелен хълм (954 m) на границата между двете махали на града Герания и Хора.

## История
Според вградената в конхата каменна плоча и надписите, църквата е изградена в 1701 година при управлението на Зосим II. Посветена е на Свети Илия и Свети Елисей. В църквата в 1746 година е погребан архиепископ Зосим II.

### Ктиторски надпис в наоса
На трегера на северния вход и вътре в наоса е запазен ктиторски надпис. Той се състои от осем реда, първите седем от които са с главни букви, а последният с малки. Вдясно от надписа, също с главни букви, но с по-малки букви, има епиграма. Текстът на надписа е поставен върху изрисуван отворен свитък. Буквите са изписани с черно върху бледожълт хоросан, а линиите, които очертават стиховете, са червени. Надписът е запазен в много лошо състояние. На четвъртия ред, приблизително по средата на надписа, хоросанът е паднал на две места, което прави невъзможно четенето. Надписът има ударения, придихания и много правописни грешки.
| „ | Ὁ παρὼν θεῖος καὶ πάνσεπτος ναὸς ὁ ἐπ’ὀνόματι τιμώμενος τῶν ἐνδόξων καὶ θαυματουργῶν προφητῶν Ἡλιοῦ καὶ Ἐλισσαίου, ἀνεκαινίσθη ἐκ βάθρων τῷ ΑΨΑω Ἰουνίου ἐγκαινιάσθη δὲ τῇ Αη Σεπτεμβρίου. Ἀνιστορήθη δὲ τῷ ΑΨΜω ,ΑΨΜΑω καὶ ΑΨΜΒω Νοεμβρίου Λ. Ἰνδικτιῶνος Εης καὶ ΣΤης τοὺς τῆς Μητροπόλεως Σισανίου οἴακας ἰθύνοντος ἀπὸ τοῦ ΑΧϞΕ ἔτους μ(η)ν(ὶ) Ἰουλί(ῳ) τοῦ μακαριωτάτου καὶ ἁγιωτάτου πρώην Ἀχριδῶν κυ(ρίου) κυ(ρίου) Ζωσιμᾶ Παπανικολάου Ρούση ἐπιτροπεύοντος δὲ τοῦ ναοῦ τοῦ ἐντιμοτάτου καὶ μ(ε)γάλου ῥήτορος κυ(ρίου) Δημητρίου Σφῆκα τοῦ τῇ 13η τοῦ παρελθόντος Σεπτεμ(βρίου) θανόντος καὶ τοῦ υἱοῦ αὐτοῦ Ἰω(άν)νου ἐπιμετρήσαντος τοὺς πόνους. Οἰκοδομήθη μὲν δι’ ἐξόδων τῶν ἐν ταῦτῃ τῇ πολιτείᾳ οἰκητόρων. Ἱστοριθεὶς δὲ δι’ἀναλωμάτων τοῦ κυ(ρίου) Κωνσταντίνου Ἰω(άννου) Μαλίνη καὶ Ἀγνῆς τῆς συμβίας ἀυτοῦ. Διὰ χειρῶν δὲ καμοῦ τοῦ ταπεινοῦ Ἀναστασίου Ἰω(ά)ν(νου) Καλούδη καὶ αὐταδέλφων μου ἐκ κώμης Καπεσόβου τ(οῦ) κατὰ Ἰωάννινα ΑΨΜΒω Νοεμβρίου Λ. Настоящият божествен и всепочитан храм, носещ името на славните и чудотворни пророци Илия и Елисей, беше обновен из основи през месец юни ΑΨΑω [1701], и бе осветен през месец септември Α [1]. Бе отново изписан през ΑΨΜω [1740], ΑΨΜΑω [1741] и ΑΨΜΒω [1742] ноември Λ. [30] индикт Ε [8] и ΣΤ [6] когато кормилото на Сисанийската митрополия държеше от ΑΧΕ [1695] година месец юли блажения и святейши бивш Охридски архиепископ господин Зосим Папаниколау Русис епитроп храмът, на който почитаният и велик оратор Димитриос Сфикас, който почина на 13 миналия септември, и неговият син Йоанис понесе труда. Храмът бе изграден със средства на живущите в този град. И се изписа чрез дарения от господин Константинос Йоану Малинис и неговата съпруга Агни. От ръцете на смирения Анастасиос Йоану Калудис и братята ми от село Капесово, Янинско, ΑΨΜΒω [1734] ноември 30.“ | “ |

По-долу следва последният ред с дребен шрифт: Ἀναστηλώθει τὸ ἱερὸ καταπέτασμα τῷ ΑΨΜ μηνὸς … τῶν χριστιανῶν πόλις (Свещеният преграда се издигна в ΑΨΜ (?) месец… на християнския град).
В долния десен ъгъл на надписа има епиграма в лошо състояние: Ἀιῶνι τῷ ναῷ Σιάτιστᾳν φαιδρύνει ζῶντ(ι) (τ)ῷ Χριστῷ ριρος (;) τί στάσιν ταύτης ταράξει, πρὶν τὸ πᾶν σείσῃ γέ ὁς // σημαίαν ρίσσα (;) δεικνὺς ἐν τούτου τέλει // Γεώργιος Ρούσης ἱεροῦ θύτου γόνος.
Епиграмата е подписана от известния учен от онова време Георгиос Русис, син на архиепископ Зосим II, който е учил в Падуа, Италия. Стиховете на епиграмата не са ясни. Най-вероятно са преписани неправилно, като се вземат предвид образованието на Георгиос. Многобройните правописни грешки в ктиторския надпис и в епиграмата отразяват ниското образователно ниво на художниците.
Според надписа църквата „обновена из основи“ (Ἀνακαινίσθη ἐκ βάθρων) през юни 1701 година и е осветена на 1 септември същата година. Фразата „обновена из основи“ е често използва в османско време и за новопостроени църкви. В Зосимовата кондика се споменават имения и лозя в района, наречени Пророк Илия, много преди 1701 година, което показва, че е съществувала по стара църква. Изписването на наоса е извършено след тридесет и девет години. Стенописната работа е продължила от 1740 година до 30 ноември 1742 година. Изследователите на храма по различен начин четат хронологията на възкачването на Зосим на архиепископския престол на Сисани. Сотириос Варналидис чете годината ΑΧΠΕ (1685), а Филипос Зигурис и Калиопи Теохариду ΑΧϞΕ (1695). Кондиката на митрополията също говори за избиране на Зосим за архиепископ на Охрид през юли 1695 година, а не за митрополит на Сисани, както е според надписа, тоест грешката е в сами надпис. В 1701 година, когато е възобновена църквата, Зосим не е заемал архиепископския престол. На последните редове от надписа се споменати зографите от Капесово, Янинско, Анастасиос Йоани Калудис и братята му, Константинос и Атанасиос, които в този надпис са неназовани.

### Ктиторски надпис в нартекса
Вторият стенен надпис е разположен на трегера на южната стена на нартекса. Състои се от пет реда с големи букви, от които последният ред е в по-малък мащаб. В долната част има повреди, но четенето на текста не е засегнато. Надписът е поставен в правоъгълна рамка, оградена с черно. Буквите на надписа са написани в същия цвят върху охрен хоросан. Текстът има ударение и е с някои правописни грешки, като започва с розетка:
| „ | Ἐν ἔτει ΑΨΜΔ, κατὰ μῆν(α) Δεκέμβριον ἱστορήθη ὁ // νάρθηξ οὗτος διακατέχοντος τὴν ποιμαντικὴν ῥάβδον. κ(αὶ) διϊ- // θύνοντος ἀσφαλῶς τοὺς οἴακας Σισανίου· τοῦ Μακαριωτάτου Κυρίου Κυρίου // Ζωσιμᾶ, διὰ μὲν δαπάνης κ(αὶ) ἀναλω[μά]των τῶν τιμιωτάτων // κὺρ Χατζῆ Μιχάλη Κώτζη Μίσιου κ(αὶ) κὺρ Ἀργύρη Πέϊου Κώτζη Ψύχα- // βου. През година АΨΜΔ (1744), в месец декември беше изписан този нартикс, когато пастирския жезъл държеше и сигурно управляваше кормилото на Сисанийската (митрополия) блаженият и достопочтен господин Зосим, със средствата и разноските на почитаемите господин Хаджи Михалис, Коцис Миси, и господин Аргирис Пею, Коцис Психаву. | “ |

Надписът показва, че нартексът е построен по-късно от главната църква, а именно в 1744 година за сметка на видни сятищки семейства. Последните два реда добавят имената, които са допринесли за изграждането на нартекса - Хаджи Михаил, Коцис Мисиу, Аргирис Пею и Коцис Психаву. Това са големи търговци със забележителен принос в икономическия живот на Сятища. Текстът не споменава името на художника, изписал нартекса, но видът на буквите, както и стилът на стенописите говорят заа работилницата на Анастасиос Калудис и братята му.
На 13 май 1995 година църквата пострадва много тежко от земетресението в Гревенско.
На 3 октомври 1967 година църквата е обявена за паметник на културата.

## Архитектура
Тя принадлежи към типа трикорабна базилика с дървен покрив и повдигнат нартекс - женска църква (1,25 m). Църквата е вкопана в земята, което е типично за епохата на турското владичество. От северната страна е прикрепен еднокорабен параклис, посветен на Свети Харалампий, който продължава в екзонартекс. Църквата и параклисът са покрити с четирискатен покрив. Двата входа, единият на западната, а другият на северната стена на екзонартекса, съответстват на входовете към женското отделение и наоса. Зидарията се състои от типичната за периода кирпичена конструкция и дървени рамки, поставени на интервали. Нишата на Светилището със слепи арки е особено сложна.

## Интериор
Изключително красив е изящно изработеният позлатен иконостас на храма. В него има сложно издълбани изображения на лозови клонки, птици, купи с плодове, змии, животни, византийски орли, крилати змейове и цветя, оцветени в червено, синьо и зелено. Най-отгоре има дата 1786 и името на резбаря ΜΑΝΩΛΙ (Маноли), който вероятно е същият майстор изработил иконостаса в „Свети Димитър“. Иконата на Свети Никола на иконостаса е от 1787 година, дело на Николай Зограф.
В 1740 – 1742 година е изписан наосът, а в 1744 година нартексът от епирските зографи Анастасиос Йоани Калудис и братята му. Много малко останки от иконографската украса са оцелели. Стенописите на наоса са ограничени до западната стена и горните части на северната стена над входа. Рисуваната украса на нартекса е запазена в сравнително по-добро състояние. Един от най-ценните стенописи е изображението на Дърво Йесейеево с изображения на древногръцки философи, разположено от югозападната страна. Забележителни са фреските Сътворението на Адам, Подготовката на трона, Второто пришествие. В църквата има и уникална за Гърция фреска на Светите Седмочисленици – Кирил и Методий и учениците им Наум, Климент, Сава, Ангеларий и Горазд.
Наосът се отличава с използването на гипсови декоративни елементи в ориенталски рококо стил, явление, широко разпространено в църквите и градските къщи в Сятища по това време. Освен това, мраморният под на църквата в наоса има плочи с различни мотиви - шестлъчева звезда, медальони и прочие. Сред тях е открита плоча с датата на полагане на пода: „1743 ΑΨΜΓ΄“.
Таванът е дървен в стил „баклавова“, подобен на таваните на сятищките имения, богато изрисуван, а в средата е изобразен Христос Вседържител. Амвонът е украсен с гипсови декорации, изобразяващи птици, двуглав орел, евангелистите и Христос на трон, а в кръгла гипсова рамка е изписана датата 1801. В центъра на църквата се намира владишкият трон, на който е изобразен Свети Амвросий Милански от сятищкия агиограф Христодулос Йоану в 1874 година.
- Стенописи
- Дърво Йесеево
- Старозаветни пророци и антични гръцки мислители
- Тукидид и Сибила